# Запаљење оптичког живца
Запаљење оптичког живца (ЗОЖ) или оптички неуритис  је било којим узроком изазвана упала или оштећење видног  (оптичког) нерва - снопа нервних влакана који преноси видне информације од ока до оптчких центара у мозгу. 
Уобичајени симптоми ЗОЖ укључују бол са покретима очију и привремени губитак вида на једном оку.
Може бити повезано са демијелинизирајућим болестима, и инфективним или инфламаторним процесима. Познат је и као оптички папилитис (када је захваћена папила видног живца), неуроретинитис (када постоји комбиновано захваћеност оптичког диска и околне мрежњаче у макуларној зони) и ретробулбарни неуритис (када је укњучен задњи део живца). 
Најчешће се повезује са мултиплом склерозом, код које може довести до потпуног или делимичног губитка вида на једном или оба ока. Иако се  ЗОЖ најчешће повезује са мултиплом склерозом (која може довести до потпуног или делимичног губитка вида на једном или оба ока),  не искључују се и други узроци међу којима се наводе: идиопатски, наследни параинфективни, инфективни и аутоимуни.
Код већине пацијената са једном епизодом ЗОЖ на крају долази до опорава вида без лечења. Понекад стероидни лекови могу убрзати опоравак вида након ЗОЖ.

## Називи
Запаљење оптичког живца - Запаљење оптичког нерва - Оптички неуритис - Ретро-булбарни неуритис - Оптички неуритис у мултиплој склерози.

## Релевантна анатомија
Видни или оптички живац или очни нерв (лат. nervus opticus) је други кранијални нерв, који граде аксони нервних ћелија које се налазе у ганглионарном слоју мрежњаче ока. Живац полази од задњег дела очне јабучице, или колута или папиле оптичког живца (лат. discus nervi optici) на мрежњачи, и затим се пробија кроз судовњачу и беоњачу и улази у очну дупљу. Након тога, живац се простире вијугаво уназад кроз масно ткиво очне дупље и у пределу њеног врха улази у коштани оптички канал (лат. canalis opticus). Пре уласка у канал, у састав нерва улази средишња артерија мрежњаче, а заједно са њим у канал улази и офталмична артерија.
После проласка кроз оптички канал, живац улази у средњу лобањску јаму и пружа се уназад и унутра до оптичке раскрснице (лат. chiasma opticum). На том месту се укрштају поједина влакна десног и левог нерва.

## Епидемиологија
Оптички неуритис претежно погађа млађе одрасле особе између 18 и 45 година (а најчешће између 30 и 35 година). Међу пацијентима преовлађују жене. Годишња инциденција је приближно 5/100.000, са преваленцијом процењеном на 115/100.000 (0,12%).

## Етиопатогенеза
Оптички нерв се састоји од аксона који потичу из мрежњаче и преносе визуелне информације до примарних визуелних језгара, а одатле до окципиталног кортекса мозга где се „прерађују“ у вид. Упала оптичког нерва узрокује губитак вида због отока или оштећења мијелинског омотача која прекрива оптички нерв. Оштећење самих аксона такође у многим случајевима може играти улогу у оштећењу нерава.
У најчешће аутоимуни поремећаји који су повезани са оптичким неуритисом спадају:
Мултипла склероза

Мултипла склероза је болест у којој ваш аутоимуни систем напада мијелинску овојницу која покрива нервна влакна у вашем мозгу. Код људи са оптичким неуритисом, ризик од развоја мултипле склерозе након једне епизоде оптичког неуритиса је око 50% током живота. Ризик од развоја мултипле склерозе након оптичког неуритиса се додатно повећава ако МР скенирање покаже лезије на вашем мозгу. 
Упала нерва иза ока која носи назива ретробулбарни неуритис и може бити први знак мултипле склерозе. У 20 до 30% случајева мултипла склероза почиње оптичким неуритисом, а процењује се да 35-50% пацијената са мултиплом склерозом развије ретробулбарни неуритис у неком стадијуму болести.
Оптички неуромијелитис
У овом стању, запаљење утиче на оптички нерв и кичмену мождину. Оптички неуромијелитис има сличности са мултиплом склерозом, али за разлику од ње не узрокује оштећење нерава у мозгу толико често као мултипла склероза. Ипак, оптички неуромијелитис је тежи од МС, јер чешће доводи до смањеног опоравка након напада у поређењу са МС .
Поремећај антитела на мијелински олигодендроцит гликопротеин (МОГ)
Ово стање може изазвати упалу оптичког нерва, кичмене мождине или мозга. Слично као код МС и неуромијелитиса оптичког нерва, могу се јавити као поновни напади упале. Опоравак од МОГ напада обично је бољи од опоравка од оптички неуромијелитиса.
Остали узроци
Остали узроци укључују:
- идиопатски (код кога се узрок не може утврдити).
- наследни (нпр Леберова болест),
- параинфективни (повезан са вирусним инфекцијама као што су богиње, заушке, водене богиње, велики кашаљ и гландуларна грозница),[5]
- бактеријске инфекције  (синуситис повезан са грозницом мачјих огреботина, туберкулозом, лајмском болешћу и криптококним менингитисом код пацијената са АИДС-ом),[5]
- неки лекови и токсини, повезани су са развојем оптичког неуритиса (нпр хлорамфеникол, етамбутол, лек који се користи за лечење туберкулозе, и метанол, уобичајени састојак антифриза, боја и растварача)
- васкуларну упалу (васкулитис) крвних судова који снабдевају оптички нерв.

Мање уобичајени узроци
Мање уобичајени узроци су: 
- оток (едем) папиле,
- тумор мозга или апсцес у потиљачној регији,
- церебрална траума или крварење,
- менингитис,
- арахноидалне адхезије,
- синусна тромбоза,
- дисфункција јетре или касна болест бубрега.

| Узрок и ранг на основу смрти | Годишњи број случајева (САД) (2011) | Годишњи случајеви који доводе до оптичког неуритиса | Проценат | Прогноза и лечење |
| --- | ----------------------------------- | --------------------------------------------------- | -------- | --- |
| Мултипла склероза (ранг 33) | 400, 042                            | 146,232                                             | 45%      | Најчешћи узрок, скоро сви пацијенти ће доживети неки облик дисфункције вида. Делимични губитак вида може настати током трајања болести, потпуни губитак вида се јавља у тешким случајевима и касним стадијумима |
| Крвни угрушак (ранг 29) | 17,000                              | 16,777                                              | 5%       | Реверзибилно ако рано и пре смањеног протока крви изазива трајно оштећење. |
| Укљештење нерва, (0) | Није пријављено                     |                                                     | 4%       | Обично лечи сам, третман није потребан |
| Повреда оптичког нерва (укључујући тровање, метанолом) (0)                                                                                   | 23,827                              | 20,121                                              | <1%      | Зависи од тежине |
| Дисфункција јетре (ранг 19) Ако се не лечи може довести до отказа (ранг 8)                                                                   | 141,211                             | 11,982                                              | 7%       | Лоши резултати и напредак и могу довести до потпуног губитка вида |
| Смањена функција бубрега (лечиво променом исхране) (ранг 67 – ако се не лечи, може напредовати у касну фазу са много већом стопом смртности. | 509,898                             | 16,281                                              | 9%       | Добри резултати ако су рани, и обично се могу лечити променама у исхрани, напредују и могу довести до потпуног губитка вида                                                                                     |
| Касни стадијум бубрежне инсуфицијенције (ранг 7)                                                                                             | 33,212                              | 1,112                                               | 2%       | Лоши исходи - Обично трајно оштећење нерва у овој фази |
| Папиларни едем, (тумор мозга или апсцес) (ранг 10)                                                                                           | 45,888                              | 9,231                                               | 3%       | Зависи од тежине |
| Менингитис (ранг 61) | 2,521                               | 189                                                 | <1%      | Зависи од тежине |
| Друге инфекције (не од апсцеса) | 5,561                               |                                                     | <1%      | Добри резултати, могу се лечити антибиотицима или другим микробним лековима |
| Дијабетес (рани стадијум који се лечи) Касни стадијум има лошију прогнозу (ранг 6)                                                           | 49,562                              | 21,112                                              | 15%      | Тип 1 има лошу прогнозу, тип 2 се може лечити и вид се може вратити |
| Непознато |                                     |                                                     | 2%       | |

## Фактори ризика
Као могући фактори ризика за развој оптичког неуритиса наводе се:
Старос
Оптички неуритис најчешће погађа одрасле од 20 до 40 година.
Пол
Жене имају много већу вероватноћу да развију оптички неуритис него мушкарци.
Раса
Оптички неуритис се чешће јавља код белаца.
Генетске мутације
Одређене генетске мутације могу повећати ризик од развоја оптичког неуритиса или мултипле склерозе.

## Клиничка слика
Главни симптоми су изненадни губитак вида (делимичан или потпун), изненадни замућен или „замагљен“ вид и бол при покрету захваћеног ока. Рани симптоми који захтевају истрагу укључују симптоме мултипле склерозе (трзање, недостатак координације, нејасан говор, честе епизоде делимичног губитка вида или замагљен вид), епизоде „поремећеног/поцрнелог“ уместо замућеногока указују на умерени стадијум и захтевају хитну медицинску помоћ како би се спречио даљи губитак вида. 
Други рани симптоми су смањени ноћни вид, фотофобија и црвене очи. Многи пацијенти са оптичким неуритисом могу да изгубе део свог вида за боје у захваћеном оку (нарочито црвене), а боје изгледају суптилно испране у поређењу са другим оком. 
Пацијенти такође могу искусити потешкоће у процени кретања у дубину, што може бити посебно проблематично током вожње или спорта. 
Такође, честа су притужба пролазно погоршање вида са повећањем телесне температуре (Утхоффов феномен) и онеспособљеност за блештање. 
Међутим, неколико студија случаја код деце показало је одсуство бола у више од половине случајева (отприлике 60%) у њиховој популацији педијатријских студија, при чему је најчешћи симптом пријављен једноставно као „замућеност“.
Разлике између приказа оптичког неуритиса код одраслих у поређењу са педијатријским случајевима укључују чешћу појаву унилатералниог оптичког неуритиса код одраслих, док су деца углавном присутна са билатералним променама.
На медицинском прегледу глава оптичког нерва се лако може визуализовати помоћу прорезне лампе са високо позитивним сочивом или коришћењем директне офталмоскопије; међутим, често нема абнормалног изгледа главе нерва код оптичког неуритиса (у случајевима ретробулбарног оптичког неуритиса), иако може бити отечено код неких пацијената (предњи папилитис или екстензивнији оптички неуритис). 
У многим случајевима, само једно око је захваћено и пацијенти можда неће бити свесни губитка вида боја док се од њих не затражи да затворе или покрију здраво око.
| Знак или симптом           | Опис |
| -------------------------- | --- |
| Бол                        | Већина пацијената који развију ЗОН имају бол у оку који се погоршава покретом очију. Понекад се бол осећа као туп бол иза ока. |
| Губитак вида на једном оку | Већина пацијената има барем привремено смањење вида, али степен губитка варира. Приметан губитак вида се обично развија током неколико сати или дана и побољшава се током неколико недеља или месеци. Губитак вида је трајан код неких људи. |
| Губитак видног поља        | Губитак бочног вида може се десити по било ком обрасцу, као што је губитак централног вида или губитак периферног вида. |
| Губитак вида за боје       | ЗОН често утиче на перцепцију боје. Можда ће пацијент приметити да боје изгледају мање живо од уобичајених. |
| Трептање светла            | Неки људи са оптичким неуритисом пријављују да виде треперење или треперење светла са покретима очију. |

## Дијагноза
Присуство лезија на мијелинском омотачу беле материје на МРИ налазу у време оптичког неуритиса је снажан показатељ развоја клинички дијагностиковане мултипле склерозе. Скоро половина пацијената са оптичким неуритисом има лезије на белој материји које указују на мултиплу склерозу. Након пет година од првог прегледа и постављања дијагнозе ЗОН, укупан ризик од развоја мултипле склерозе је 30% код пацијената са или без оштећења потврђено на МР томограгији. Међутим и други пацијенти са уредним налазом наМР томографији још увек могу накнадно развити мултиплу склерозу (16%), али много ређе у поређењу са пацијентима са три или више оштећења на МРИ налазу (51%). Међутим, скоро половина (44%) пацијената са оштећењем мијелинског омотача на МРИ налазу не развије мултиплу склерозу десет година касније.
Делимичан, пролазни губитак вида (који траје мање од једног сата) може бити индикација раног почетка мултипле склерозе. Друге могуће дијагнозе укључују шечерну болест, низак ниво фосфора или хиперкалемију.
Током лекарског прегледа, папила оптички нерв се лако може видети помоћу офталмоскопа. Међутим, код оптичког неуритиса често нема абнормалности на папили нерва, иако код неких пацијената може бити отечено. У многим случајевима, само једно око је погођено и пацијенти нису свесни губитка боје на видику све док лекар не затражи од њих да покрију здраво око.

## Терапија
У већини случајева, вид се враћа у нормалу у року од осам до десет недеља, али је могућ потпуни и трајни губитак вида. Због тога се препоручује интравенозно лечење кортикостероидима, који могу убрзати зарастање оптичког нерва, али немају већи ефекат на оштрину вида за годину дана у поређењу са плацебом. Интравенско лечење кортикостероидима такође смањује ризик од мултипле склерозе код пацијената са повредама мијелинске овојнице у наредне две године након што им се дијагностикује магнетном резонанцом, али се овај ефекат губи у трећој години.
Парадоксално, показало се да орални кортикостероиди изазивају чешће нападе него код нелечених пацијената (иако се стероиди генерално преписују пацијентима након интравенске терапије да би их одвикли од лекова). Овај ефекат кортикостероида је забележен само у случајевима оптичког неуритиса, а не и код других болести лечених кортикостероидима.
Само понекад, ако истовремено расте интракранијални притисак, омотач око оптичког нерва може да се пресече да би се смањио притисак.
Када је оптички неуритис повезан са видљивим индикацијама мултипле склерозе магнетном резонанцом, онда се често прописује општа имуносупресивна терапија (интравенозни метилпреднизолон који може смањити нападе; док орални преднизон може повећати учесталост погоршања здравља).

## Прогноза
Људи који имају оптички неуритис без болести као што је мултипла склероза имају добре шансе за опоравак.
Оптички неуритис узрокован мултиплом склерозом или другим аутоимуним болестима има лошији изглед. Међутим, вид у захваћеном оку се адекватном и правовременом терапијом и даље може вратити у нормалу.

## Компликације
Компликације које произлазе из оптичког неуритиса могу укључивати:
Оштећење оптичког нерва
Већина пацијената има трајно оштећење оптичког нерва након епизоде оптичког неуритиса, али оштећење можда неће изазвати трајне симптоме.
Смањена видна оштрина
Већина људи поврати нормалан или скоро нормалан вид у року од неколико месеци, али делимичан губитак дискриминације у боји може и даље трајати. За неке људе губитак вида и може и даље да траје.
Нежељени ефекти лечења
Стероидни лекови који се користе за лечење оптичког неуритиса потискују имуни систем, што доводи до тога да тело пацијента постаје подложније инфекцијама.
Остали нежељени ефекти
Остали нежељени ефекти укључују: промене расположења и повећање телесне тежине.